# Shinkansen-Baureihe E955
Die Shinkansen-Baureihe E955 (japanisch 新幹線E955系電車 Shinkansen E955-kei densha) war ein experimenteller japanischer Hochgeschwindigkeitszug von JR East, der als sogenannter „Mini-Shinkansen“ von 2006 bis 2008 zur Erprobung des geplanten Regelbetriebes bei 360 km/h auf der Akita- und der Tōhoku-Shinkansen im Dienst war. Er diente als Grundlage für die Entwicklung der Shinkansen-Baureihe E6, die seit 2013 im Einsatz ist. Gemeinsam mit der Shinkansen-Baureihe E954 trug die Baureihe E955 die Bezeichnung „FASTECH 360“, eine Wortneuschöpfung aus Fast (engl. schnell), Technology (engl. Technologie) und 360 (km/h), wobei die Baureihe E955 zusätzlich den Suffix Z für Zairai-Sen (在来線, dt. „herkömmliche Strecke“) trug (FASTECH 360 Z).

## Geschichte
Anlässlich der nördlichen Verlängerung der Tōhoku-Shinkansen nach Aomori erkannte JR East die Notwendigkeit, die Höchstgeschwindigkeit auf der Strecke zu steigern, um die Wettbewerbsfähigkeit gegenüber dem Flugzeug zu erhöhen. Ziel war ein Regelbetrieb bei 360 km/h unter Einhaltung der Lärmschutzbestimmungen und Sicherstellung eines möglichst energieeffizienten Betriebs. Da ab Morioka die Züge der Akita-Shinkansen in Richtung Tokio in Traktion mit den Zügen der Tōhoku-Shinkansen verkehren, musste neben einem schnelleren Fahrzeug für die Tōhoku-Shinkansen auch eines für die Akita-Shinkansen entwickelt werden. Auf der Akita-Shinkansen kam zu diesem Zeitpunkt die Baureihe E3 zum Einsatz, deren Höchstgeschwindigkeit 275 km/h betrug.
Die Testfahrten der Baureihe E955 begannen im Jahr 2006 auf der Tōhoku-Shinkansen. Später wurde der Zug auch auf der Akita-Shinkansen getestet. Der Zug wurde im Dezember 2008 ausgemustert und verschrottet.

## Technische Innovationen

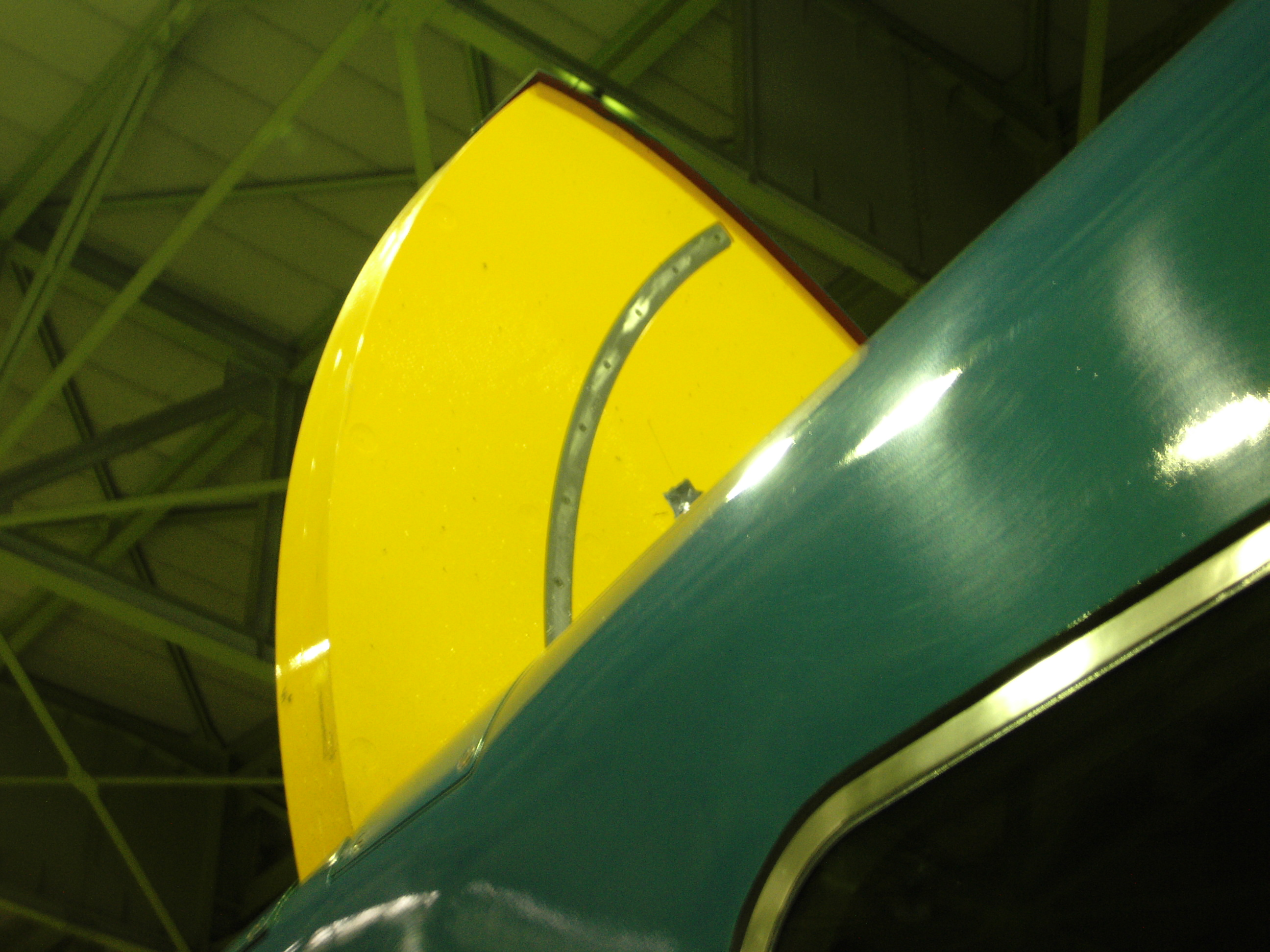
Luftbremse im ausgefahrenen Zustand (Foto zeigt die Baureihe E954, deren Luftbremsen identisch konstruiert waren, wie die der Baureihe E955)

Im Rahmen des FASTECH 360-Programms wurden mehrere neue Technologien getestet.
- Die Züge waren mit einer den Luftwiderstand erhöhenden Notfallluftbremse ausgestattet, wie sie im Luftfahrtbereich vorkommt.[4] Diese erinnerte in ihrer Form an Katzenohren. Damit waren die Züge in der Lage, bei einer Schnellbremsung aus 360 km/h innerhalb von 4000 m   zum Stillstand zu kommen. Fünf Wagen der Baureihe E955 waren mit diesen Luftbremsen ausgestattet. Wegen der hohen Kosten für Lärmschutzmaßnahmen an Zug und Strecken wurde die Höchstgeschwindigkeit der späteren Baureihe E6 auf 320 km/h begrenzt.[1] Bei dieser Geschwindigkeit kann die Baureihe E6 ohne die aerodynamisch wirkenden Luftbremsen allein mit den Scheibenbremsen bei einer Schnellbremsung einen Bremsweg von 4000 m einhalten.[4] Daher wurde auf die Luftbremse bei den Serienzügen verzichtet.
- Die Stromabnehmer hatten eine neu entwickelte zwölfteilige Schleifleiste. Ziel war die Verbesserung der Stromübertragung zwischen Oberleitung und Zug, so dass nur ein Stromabnehmer benötigt würde.[2] Diese Maßnahme reduzierte zudem die Geräuschentwicklung des Stromabnehmers bei hohen Geschwindigkeiten.
- Durch eine Regelung des Luftdrucks in den Sekundärfedern der Drehgestelle konnten die Wagenkästen der Baureihe E955 um 2 Grad geneigt werden, um Kurven mit Radien von 4000 Metern auf den Tōhoku-Shinkansen mit 330 km/h sowie von 6000 Metern mit 360 km/h durchfahren zu können.[1]
- Im Gegensatz zur Baureihe E954, die zwei unterschiedlich gestaltete Endwagen besaß, waren beide Endwagen der Baureihe E955 im Pfeildesign, allerdings mit 13 m (E955-1) bzw. 16 m Buglänge (E955-6) unterschiedlich lang. Bei Testfahrten der Baureihen E954 und E955 in gekoppeltem Zustand konnten nur bis 330 km/h die gesetzlichen Geräuschpegelobergrenzen eingehalten werden.[5]

## Fahrzeugformation
Die Baureihe E955 bestand aus sechs Wagen, von denen die Wagen 2 und 3 von Hitachi und die übrigen Wagen von Kawasaki Heavy Industries hergestellt wurden. Die Entwicklung des Fahrzeugdesigns wurde vom deutschen Industriedesigner Alexander Neumeister überwacht, der zuvor auch schon maßgeblich für das Design der Baureihe 500 verantwortlich gezeichnet hatte.
| Wagennr.      | 1   | 2           | 3                        | 4  | 5          | 6   |
| Kennzeichnung | M2c | M1s         | M1                       | M1 | M1         | M2c |
| Sitzplätze    |     | 25          | 71                       |    |            |     |
| Ausstattung   |     | Green Class | Pantograph und Toiletten |    | Pantograph |     |